# 309e escadrille de chasse polonaise
La 309e escadrille de chasse polonaise, dite également de « Czerwień » (en polonais : 309 Dywizjon Myśliwski „Ziemi Czerwieńskiej”) est une escadrille de chasse dont les pilotes polonais combattaient au sein de la Royal Air Force durant la Seconde Guerre mondiale.

Écusson du 309

## Histoire
L'escadrille est formée le 8 octobre 1940 à la base de Renfrew près de Glasgow et devient opérationnelle le 11 novembre de la même année. À l'origine, la 309e est une escadrille de reconnaissance et ce n'est qu'en juin 1942 qu'elle est devenue une unité de chasse.
En mars 1941 la 309e est transférée à la base de Scone pour intercepter des avions ennemis, mais les pilotes sont dans l’impossibilité d'effectuer efficacement cette tâche. Les appareils dont ils disposent, les Westland Lysander sont inadaptés pour ce rôle.
Au printemps 1942 l'escadrille reçoit des P-51 Mustang, et en juin de la même année elle déménage à Snailwell pour réaliser des vols de reconnaissance au-dessus des Pays-Bas, ainsi que pour rechercher des navires ennemis dans la mer du nord.
En janvier 1944, la 309e est équipée de Hawker Hurricane pour devenir une escadrille de chasse et de bombardement, le 23 avril elle est délocalisée à Drem en Écosse afin de protéger la région des attaques aériennes. Durant le séjour de l'escadrille dans sa nouvelle base, aucun avion allemand ne s'aventure dans sa zone d'opération, sauf un Junkers Ju 88 perdu.
La 309e redevient une escadrille de chasse et reçoit de nouveau des Mustang. Le 12 décembre 1944 l'unité est transférée à Andrews Field et participe à des vols d'escorte au-dessus d'Allemagne.
Le 9 avril 1945 les pilotes de l'escadrille abattent trois Me 262. Seize jours plus tard, la 309e effectue son dernier vol de guerre pour être dissoute le 7 janvier 1946 à Coltishall.

## Commandants

### Commandant britannique
- w/cdr N. Mason

### Commandants polonais

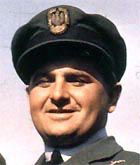
Antoni Głowacki

- lieutenant-colonel Zygmunt Pistl (depuis le 8 octobre 1940)
- commandant Witold Jacek Piotrowski (depuis le 12 février 1943)
- capitaine Maciej Piotrowski (depuis le 15 octobre 1943)
- capitaine Jerzy Gołko (depuis le 3 avril 1944)
- capitaine Antoni Głowacki (depuis le 9 novembre 1944)
- capitaine Henryk Pietrzak (depuis le 7 août 1945)

## Équipements
- Westland Lysander Mk-II et Mk-III – (depuis le 8 octobre 1940
- North American Mustang Mk-I – depuis le 1er juin 1942
- Hawker Hurricane Mk-IV – depuis le 19 janvier 1944
- Hawker Hurricane Mk-IIC – depuis le 23 janvier 1944
- North American Mustang Mk-I – depuis le 1er septembre 1944
- North American Mustang Mk-III – depuis le 20 octobre 1944

## Bases
- 8 octobre 1940 – Renfrew
- 15 mai 1941 – Dunino
- 1er juin 1942 – Crail et Dalcross
- 26 octobre 1942 – Findo Gask
- 15 novembre 1942 – Gatwick
- 10 janvier 1943 – Peterhead
- 8 mars 1943 – Kirknewton
- 4 juin 1943 – Snailwell
- 5 novembre 1943 – Wellingore
- 24 novembre 1943 – Snailwell
- 23 avril 1944 – Drem et Acklington
- 14 novembre 1944 – Peterhead
- 12 décembre 1944 – Andrews Field
- 15 mars 1945 – Coltishall

## Victoires
| 1940-1945                 | Résultats |
| ------------------------- | --------- |
| Victoires certaines       | 4         |
| Probables                 | 0         |
| Avions ennemis endommagés | 2         |